# Міро Барешич
Мі́рослав Ба́решич (хорв. Miroslav Barešić; нар. 10 вересня 1950 — †31 липня 1991) — борець за незалежність Хорватії, член терористичної організації «Хорватський національний опір». Відомий як учасник убивства югославського посла в Швеції Владимира Роловича у 1971 році. Був випущений прем'єр-міністром Швеції із тюрми на вимогу терористів, які захопили літак компанії  Scandinavian Airlines разом із 86-ма заручниками на борту і втекли зі Стокгольма в Мадрид (Іспанія), де отримали різні строки ув'язнення. Через 18 місяців Мірко був помилуваний генералісимусом Фра́нко.

## Біографія

### Молодість
Міро Барешич народився 10 вересня 1950 року в місті Шибеник (СР Хорватія). Він був п'ятою дитиною в сім'ї Юрі Барешича і Віри Барешич (уродженої Стоянової). У 1967—1968 роках Міро кілька разів потрапляв у шибеницьку в'язницю за спів хорватських пісень. У 1968 році Міро був призваний в Югославську народну армію, однак відмовився служити через політичні мотиви, звинувативши тітовську владу в тому, що вона «позбавила хорватський народ будь-яких цивільних прав». За його словами, велика частина його сім'ї була вбита в роки Другої світової війни комуністичними партизанами. За дезертирство Барешич був засуджений на півроку позбавлення волі, покарання відбував у сумнозвісному концентраційному таборі Голі-Оток.
У 1969 році, після відбуття строку, Барешич утік за кордон в Італію, зв'язавшись там із членами Хорватського національного опору, які допомогли йому перебратися до Німеччини, а потім до Швеції. Активізація хорватських націоналістів стала адекватною відповіддю на серію терактів, проведених в 1967—1968 роках тітовською спецслужбою УДБА. Уже в Швеції Барешич зустрівся з іншими політичними емігрантами, серед яких також було дуже багато радикальних хорватських націоналістів. Барешич планував відтворити військову організацію «Чорний легіон» (хорв. Crna Legija), щоб почати підпільну війну проти комуністичної Югославії.

### Убивство Владимира Роловича
7 квітня 1971 р. Барешич зі своїм другом Анджелком Брайковичем, родичем Анте Стояновим і ще чотирма бійцями (Маринко Лемо, Станіслав Миличевич, Іван Вуйчевич і Благо Микулич), приїхали на орендованій машині в Стокгольм, щоб напасти на посольство Югославії. Барешич і Брайкович, ввійшовши до холлу, стали робити вигляд, ніби щось роздивляються. У приміщенні знаходився посол Югославії Владимир Ролович, в минулому комендант концтабору Голі-Оток, голова Відділу національної безпеки Югославії, заплямований злочинами проти хорватського і чорногорського народів. Тим не менше, вбийство Роловича не входило в плани усташів: його хотіли обміняти на дев'ятьох хорватських в'язнів. Побачивши Роловича, бойовики накинулися на нього, посол вихопив пістолет, але не встиг ним скористатися. Барешич і Брайкович швидко скрутили Роловича, при цьому поранивши його, а потім замкнули посла в кабінеті. Брайкович утримував Роловича на стільці, стягнувши його шию ременем, а Барешич охороняв двері. Незабаром він почув, що до кабінету біжать люди: прості громадяни, журналісти, лікарі і поліція. Брайкович прийняв спонтанне рішення: швидко вихопив пістолет і, вставивши його дуло в рот Роловичу, натиснув на спусковий гачок. А Барешич жбурнув з балкона портрет маршала Тіто, після чого обидва хорвати відразу здалися поліції. Їх негайно скували наручниками. Барешич розцілував Брайковича (даючи тим самим зрозуміти, що не засуджує його дії) і став викрикувати усташівські гасла: «Oj Hrvati, još nas dosta ima, prekinite veze sa Srbima», «Živila Nezavisna Hrvatska» і «Živio Ante Pavelić».
Через 8 днів Ролович помер, і бойовики постали перед судом. Суд засудив Барешича і Брайковича до довічного позбавлення волі, і обидва вони вирушили в секретну шведську в'язницю. Справа про вбивство Роловича набула широкого суспільного резонансу, бо посла застрелили майже на очах журналістів, причому вперше у шведській історії це зробив іноземець. Пізніше проти югославських іммігрантів прокотилася хвиля погромів: їх звинувачували в кожному великому злочині, аж до вбивства Улофа Пальме.

### Втеча в Іспанію
15 вересня 1972 року  група усташів (Томислав Ребрина, Нікола Лисац і Рудольф Прскало) захопили шведський літак компанії Scandinavian Airlines, на борту якого знаходилися 86 пасажирів, і, погрожуючи бомбою, зажадала звільнення учасників замаху на Роловича. Шведський прем'єр Улоф Пальме виконав їхні вимоги. В'язнів доставили до захопленого літака, і на ньому вони полетіли в Мадрид. Там за викрадення літака месники отримали різні тюремні строки (максимальний становив 30 років). Незважаючи на те, що між Швецією та Іспанією була угода про екстрадицію злочинців, шведи так і не запросили іспанців про екстрадицію Барешича. У долі засуджених взяв активну участь усташ, що проживав у Іспанії  Дінко Шакич, котрий, за посередництва адмірала Карреро Бланко, клопотав перед генералісимусом Фра́нко про їх помилування, яке відбулося після 18 місяців ув'язнення. Після цього Барешич і Брайкович встановили зв'язки із послом Парагваю в Іспанії Родні Ельпідіо Асеведо і через місяць отримали всі документи для перельоту Парагвай. Уряд Парагваю прийняв утікачів, оскільки усвідомлював, що за ними полюють спецслужби тоталітарної країни.

### У Парагваї і США
Барешич отримав новий паспорт громадянина Парагваю з видуманим ім'ям «Тоні Шарич» (хорв. Toni Šarić). Під цим іменем він був зарахований до  армії Парагваю, де дослужився до звання капітана. Він був військовим інструктором із рукопашного бою і пізніше став професійним каратистом, удостоївся чорного поясу. В 1977 році Барешич був найнятий охоронцем посла Парагваю у США. Під час одного з візитів спецслужби США розкрили його особистість, і Барешbч (він же Шарич) змушений був повернутися в Парагвай. Югославські іммігранти в США (комуністи і сербські четники) зажадали  негайно арештувати Барешича і віддати його під суд. В 1980 р. агенти ЦРУ викрали Барешича із Парагваю і доставили в США. На суді в Нью-Йорку було прийнято рішення про його депортацію до  Швеції.

### Другий шведський тюремний термін
Вирок про довічне позбавлення волі шведський суд залишив у силі. У в'язниці Барешич познайомився зі шведським банківським грабіжником швейцарського походження Джоном Аусоніусом. За словами Аусоніуса, він годинами міг слухати розповіді Барешича про його пригоди. В 1985 році  Барешичу скоротили тюремний термін  до 18 років, а в грудні  1987 року звільнили достроково. Він відразу повернувся  в Парагвай, де проживав аж до 1991 року.

### Повернення на батьківщину і смерть

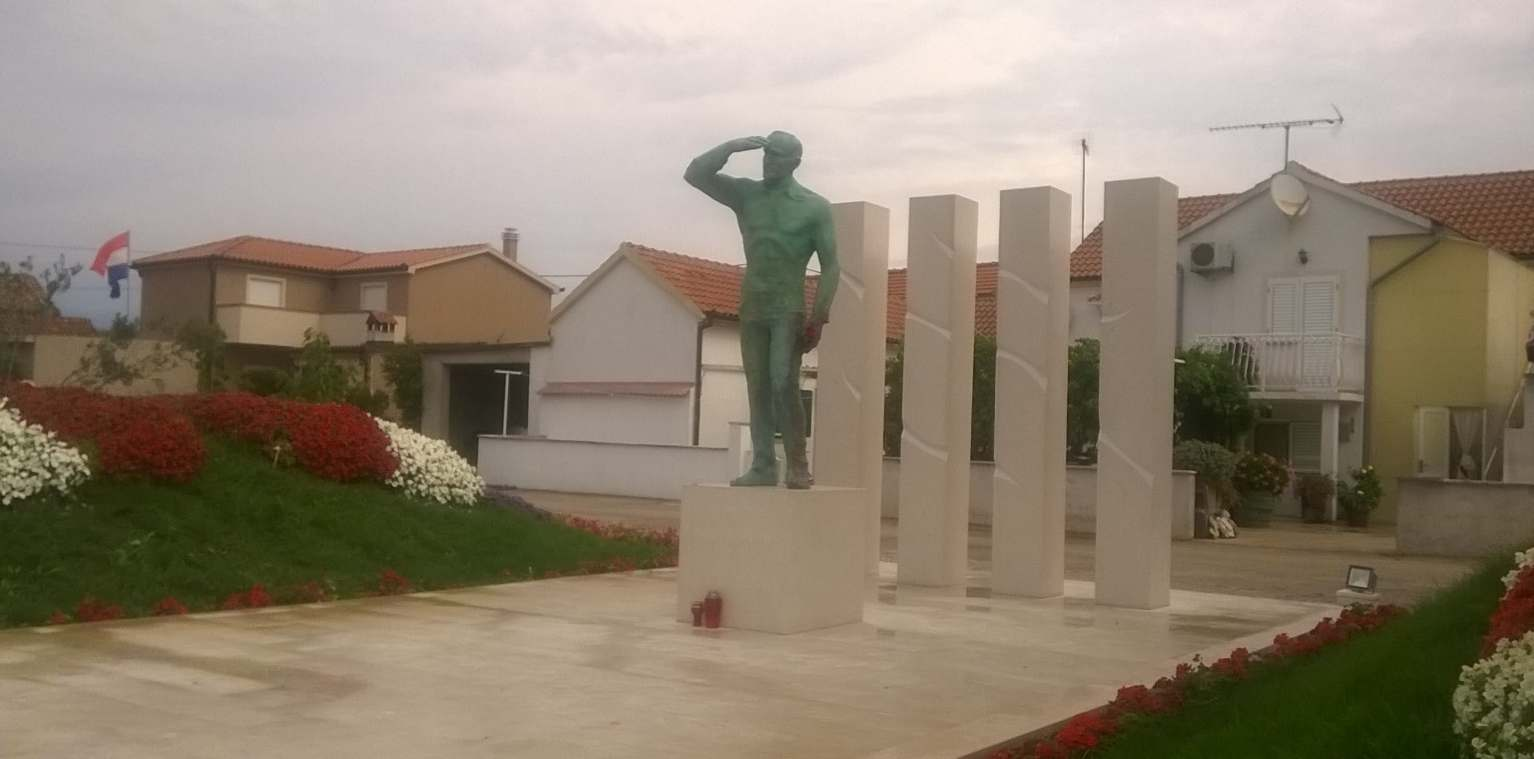
Пам'ятник Міро Барешичу

Коли вибухнула війна в Хорватії, Барешич негайно поспішив на батьківщину. 12 травня 1991 р. він прибув у Хорватію під іменем Божидара Смоталича (Božidar Smotalić). Отримавши громадянство, він був включений до складу Міністерства оборони. З відома Гойка Шушака Барешич-Смоталич отримав нове ім'я: Марко Марич (Marko Marić). Під цим іменем він вступив у спеціальний диверсійний загін «Zbor narodne garde», укомплектований, переважно, реемігрантами. Марко Марич виконував спецоперації в Задарі проти атакуючих це старовинне місто частин ЮНА і напіввійськових формувань Сербської Країни. 31 липня 1991 р., після провалу однієї із спецоперацій, Барешич був убитий в селі Міране-Доне, поблизу Бенковаца. Його тіло 5 серпня знайшов місцевий житель і заявив  про це  поліції Хорватії. Якийсь час факт його вбивства тримався в секреті. Барешич був похований на кладовищі Мірошевич під ім'ям Анте Катич (Ante Katić). Розслідування у справі про вбивство Барешича розпочалося лише в 2002 році, за запитом Ніколи Майсторовича (який знімав фільм про життя Барешича) і генерального прокурора Хорватії. За підсумками розслідування було встановлено, що до смерті Барешича причетні солдати сил самооборони САО Країна. Що було вельми правдоподібно, але виявилося неправдою. Бо розслідування двома незалежними особами дало зворотний результат: Барешича вбив хтось із його товаришів по службі, який раніше був агентом югославських спецслужб і опинився на межі розкриття. Розслідування поновилося в 2012 році. На причетності югославських спецслужб наполягає і Славіца Барешич, його вдова. 
1 серпня 2016 р. на центральній площі хорватського міста Драга (між Задаром і Шибеником) встановлений  пам'ятник Міро Барешичу. Напис на постаменті говорить: «Лицарю Хорватії».